# Quinchamalium tarapacanum
Quinchamalium tarapacanum là một loài thực vật có hoa trong họ Schoepfiaceae. Loài này được Phil. miêu tả khoa học đầu tiên năm 1891.